# Oecetis fahieni
Oecetis fahieni är en nattsländeart som beskrevs av Schmid 1958. Oecetis fahieni ingår i släktet Oecetis och familjen långhornssländor. Inga underarter finns listade i Catalogue of Life.